# Carmen (film, 1918)
Pour les articles homonymes, voir Carmen (film).
Pour plus de détails, voir Fiche technique et Distribution.

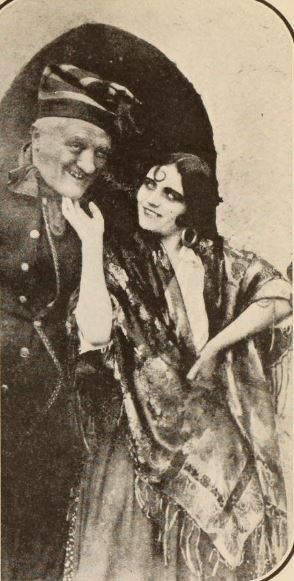
Pola Negri

Carmen est un film muet allemand réalisé par Ernst Lubitsch, sorti en 1918.

## Synopsis
L’histoire est racontée par un homme autour d’un feu de camp qui dit que tout cela a eu lieu de nombreuses années auparavant.
Don José était un sergent de dragons à Séville qui tomba éperdument amoureux de Carmen, une belle gitane. Pour elle, il a tué un officier et a renoncé à sa fiancée et à sa carrière dans l’armée, pour devenir contrebandier. Mais l’amour de Carmen n’a pas duré. Elle le quitta et se rendit à Gibraltar où elle tomba amoureuse du célèbre torero Escamillo. De retour à Séville, Carmen monta triomphalement dans la calèche d’Escamillo pour se rendre à une corrida. À la fin de la corrida, José a confronté Carmen et quand elle lui a dit qu’elle ne l’aimait plus, il l’a poignardée à mort.
De retour au feu de camp vu au début, l’homme qui a raconté l’histoire ajoute que certains disent que Carmen n’est pas morte « car elle était de mèche avec le diable lui-même ».

## Fiche technique
- Titre original : Carmen
- Réalisation : Ernst Lubitsch
- Scénario : Grete Diercks, Norbert Falk et Hanns Kräly d’après l’œuvre de Prosper Mérimée
- Photographie : Alfred Hansen
- Direction artistique : Karl Machus et Kurt Richter
- Costumes : Alexander Hubert
- Production : Paul Davidson
- Société(s) de production : Projektions-AG "Union" pour Universum Film AG (UFA)
- Pays de production :  Empire allemand
- Langue : Allemand
- Format : Noir et Blanc - 35 mm - 1,33:1 - Film muet
- Genre : Drame
- Durée : 80 minutes ( États-Unis)
- Dates de sortie : 
  - Empire allemand : 20 décembre 1918
  - États-Unis : 8 mai 1921

## Distribution
- Pola Negri : Carmen
- Harry Liedtke : Don José Navarro
- Leopold von Ledebur : Garcia
- Grete Diercks : Dolores
- Wilhelm Diegelmann : Gardien de prison
- Heinrich Peer : Officier anglais
- Margarete Kupfer : Propriétaire
- Sophie Pagay : Don Josés Mutter
- Paul Conradi : Don Cairo
- Max Kronert : Remendado
- Magnus Stifter : Lieutenant Escamillo
- Paul Biensfeldt : Soldat